# Traian Vuia (Timiș)
Traian Vuia é uma comuna romena localizada no distrito de Timiș, na região histórica do Banato (parte da Transilvânia). A comuna possui uma área de 69.76 km² e sua população era de 2074 habitantes segundo o censo de 2007.